# Lenguas oceánicas remotas
El grupo oceánico remoto fue un grupo dentro de las lenguas oceánicas formado por 200 lenguas. Sin embargo ha sido abandonado como grupo desde el 2002. Estas lenguas se agrupan actualmente dentro de las lenguas oceánicas meridionales, micronesias y fiyiano-polinesias. Sin embargo, las lenguas micronesias conjuntamente con las fiyiano-polinesias, sí habrían tenido un origen común.